# Baby (Justin Bieber)
Baby è un singolo del cantante pop canadese Justin Bieber, pubblicato il 19 febbraio 2010 dall'etichetta discografica Island. Il brano è stato scritto da Christina Milian, Terius Nash, Christopher Bridges, Christopher Stewart e Justin Bieber ed è stato prodotto da Nash e Stewart. È stato inciso con la collaborazione di Ludacris ed è stato inserito nell'album My World 2.0 di Bieber. 
Il singolo ha ottenuto successo in Europa e negli Stati Uniti. In particolare, ha raggiunto la vetta della classifica francese dei singoli. Baby ha venduto circa 6.4 milioni di copie, diventando l'ottavo singolo più venduto a livello mondiale del 2010. È una delle canzoni più famose del 21° secolo.

## Video musicale
Il video è girato e gennaio 2010 in una sala di bowling di Los Angeles e si alternano anche scene di Justin Bieber da solo con dietro uno sfondo azzurro. Diretto da Ray Kay, vede pure la partecipazione di Ludacris. È presente la cantante Jasmine Villegas, che viene continuamente corteggiata da Bieber ma lei lo respinge. A metà video una decina di ragazzi scendono in pista e cominciano a ballare hip hop. Appare anche Ludacris su uno sfondo azzurro insieme a Bieber. Alla fine del video si vedono Justin e Jasmin che, tenendosi per mano, escono dal bowling scendendo le scale mobili. È uno dei video che ha ottenuto la certificazione Vevo.
Secondo molti aspetti il video di Baby sarebbe un'imitazione del video musicale di The Way You Make Me Feel (canzone del celebre cantante Michael Jackson) di cui la trama è molto simile. Infatti in una parte di Baby la ragazza che Bieber corteggia, afferra quest'ultimo per la giacca, quasi lo bacia, ma poi lo spinge via, così come accade nel video del Re del Pop. Inoltre nel video di Baby, Justin esegue più volte passi di danza di Jackson, come il moonwalk e lo skywalk.
Il 16 luglio 2010 il video raggiunge la quota di 245 milioni di visualizzazioni, diventando così il video più visto su YouTube. È stato poi superato da Gangnam Style di Psy il 24 novembre 2012. Il 24 febbraio 2014 il video raggiunge un miliardo di visualizzazioni su Vevo. Attualmente conta più di 3 miliardi di visualizzazioni.
Dall'agosto 2010 al dicembre 2018 (tranne una breve parentesi da marzo a giugno del 2011) ha detenuto anche il record di video con più "non mi piace" su YouTube ed è attualmente il video con la permanenza più lunga in cima a questa speciale classifica, con ben 2737 giorni.

## Cover
Nel 2011 il cantante belga Ian Thomas ha pubblicato una versione in lingua olandese di Baby, raggiungendo il quindicesimo posto in classifica nel suo Paese.

## Tracce
CD
1. Baby (feat. Ludacris) - 3:36
2. Baby - 3:38

Download digitale
1. Baby (feat. Ludacris) - 3:36

## Classifiche
| Classifica (2010) | Posizione massima |
| ----------------- | ----------------- |
| Australia         | 3                 |
| Austria           | 27                |
| Belgio (Fiandre)  | 12                |
| Belgio (Vallonia) | 13                |
| Brasile           | 4                 |
| Canada            | 3                 |
| Danimarca         | 13                |
| Europa            | 2                 |
| Francia           | 1                 |
| Germania          | 22                |
| Irlanda           | 7                 |
| Italia            | 42                |
| Paesi Bassi       | 23                |
| Nuova Zelanda     | 4                 |
| Norvegia          | 3                 |
| Regno Unito       | 3                 |
| Repubblica Ceca   | 20                |
| Slovacchia        | 10                |
| Spagna            | 34                |
| Stati Uniti       | 5                 |
| Svezia            | 25                |
| Svizzera          | 25                |
| Ungheria          | 9                 |